# Front social du travail
Le Front social du travail est une organisation collaborationniste proche du Rassemblement national populaire de Marcel Déat.
Il est créé en décembre 1941 par un ancien responsable socialiste, Francis Desphelippon. Inspiré par le corporatisme fasciste, le FST veut rassembler ouvriers, employés et petits patrons dans une même lutte contre les « ploutocrates » sur des revendications communes : ravitaillement, hausse des prix. Son influence a été limitée, du fait notamment de son silence sur la responsabilité des forces d'occupation dans la détérioration des conditions de vie.
Son siège est fixé au 12, Boulevard Magenta à Paris.
Outre Desphelippon, qui est délégué général, la direction comprend Ernest Villatte, Jean Pelisson (service social), René Eloy (propagande) et Maurice Collombier-Lacombe (organisation).
Il disposait d'une branche féminine, intégrée en novembre 1942, dirigée par Odette Ballossier.

## Sources
Pascal Ory, Les Collaborateurs 1940-1945, Seuil, 1976
Pierre Philippe Lambert et Gérard Le Marec, Partis et mouvements de la collaboration, éditions Jacques Grancher, 1993